# TCP Offload Engine
TCP Offload Engine или TOE — технология, реализованная в некоторых сетевых адаптерах для разгрузки центрального процессора и переноса функций по обработке сетевых пакетов стека протоколов TCP/IP на контроллер сетевого адаптера. Как правило, применяется в высокоскоростных сетевых адаптерах, таких как Gigabit Ethernet и 10 Gigabit Ethernet, когда накладные расходы на обработку сетевых пакетов становятся существенными.
Технологии TOE реализованы в некоторых сетевых картах производства компаний Chelsio и Broadcom; поддерживаются в ОС Windows, FreeBSD (поддержка включена в состав ядра).
В 2005 году компании Chelsio и Qlogic предпринимали попытки добавить поддержку TOE в оригинальную поставку ядра Linux, но патчи были отвергнуты по причине слишком значительных изменений стека TCP/IP. Патчи для поддержки технологии доступны на сайтах производителей.